# Forbidden Hours
Forbidden Hours é um filme mudo de drama romântico americano de 1928 dirigido por Harry Beaumont como um veículo para a estrela mexicana Ramon Novarro. Foi o segundo de quatro filmes a emparelhar Novarro com a protagonista Renée Adorée.

## Elenco
- Ramon Novarro como Sua Majestade, Michael IV
- Renée Adorée como Marie de Floriet
- Dorothy Cumming como Rainha Alexia
- Edward Connelly como primeiro-ministro
- Roy D'Arcy como Duque Nicky
- Mitzi Cummings como Princesa Ena
- Alberta Vaughn como Nina
- Maurice de Canonge como Bit Part (Não Creditado)

## Enredo
Situado no fictício reino europeu de Balanca, o príncipe Michael IV está sendo coagido, por seus conselheiros, a se casar com uma jovem de sangue real. No entanto, ele se apaixonou por um camponês.